# مارلي شيلتن
مارلي شيلتن Marley Shelton (بالإنجليزية: Marley Shelton)‏ ممثلة أمريكية من مواليد 12 أبريل 1974 في لوس أنجلوس في كاليفورنيا في الولايات المتحدة.

## روابط خارجية
- مارلي شيلتن على موقع IMDb (الإنجليزية)
- مارلي شيلتن على موقع روتن توميتوز (الإنجليزية)
- مارلي شيلتن على موقع قاعدة بيانات الأفلام العربية
- مارلي شيلتن على موقع ألو سيني (الفرنسية)
- مارلي شيلتن على موقع ميوزك برينز (الإنجليزية)
- مارلي شيلتن على موقع أول موفي (الإنجليزية)
- مارلي شيلتن على موقع قاعدة بيانات الأفلام السويدية (السويدية)
- مارلي شيلتن على موقع إن إن دي بي (الإنجليزية)
- مارلي شيلتن على موقع قاعدة بيانات الفيلم (الإنجليزية)
- مارلي شيلتن على موقع كينوبويسك (الروسية)